# 이노우에 다이세이
이노우에 다이세이(일본어: 井上 太聖, 2002년 10월 1일~)는 일본의 축구 선수이다.

## 구단 경력
그는 2024년 J1리그의 사간 도스에 입단했다. 2024년후 J2리그에 강등했다.